# Gespanna pectoralis
Gespanna pectoralis är en fjärilsart som beskrevs av Walker 1864. Gespanna pectoralis ingår i släktet Gespanna och familjen nattflyn. Inga underarter finns listade i Catalogue of Life.